# Lの世界のエピソード一覧
Lの世界のエピソード一覧（エルのせかいのエピソードいちらん）は、アメリカ合衆国のケーブルテレビ局Showtimeにて放送されたテレビドラマ『Lの世界（The L Word）』の各エピソードを記した一覧である。
エピソードの原題は、パイロットエピソードを除き、すべて『L』の文字で始まる。

## シーズン1（2004年）
- アメリカ（Showtime） 2004年1月18日 - 2004年4月11日  ※全13話
- 日本（FOXライフ） 字幕版：2006年1月8日 - ／吹替版：2007年10月18日 -

| 通算 | 話数 | 邦題 原題                                | 監督                     | 脚本                                                                                             | 米国放送日    |
| ---- | ---- | ---------------------------------------- | ------------------------ | ------------------------------------------------------------------------------------------------ | ------------- |
| 1    | 1    | "彼女たちの事情／彼女たちの誘惑" "Pilot" | ローズ・トローシュ       | アイリーン・チェイケン（原案・脚本） キャシー・グリーンバーグ（原案） ミシェル・アボット（原案） | 2004年1月18日 |
| 2    | 2    | "彼女たちの決断" "Let’s Do It"           | ローズ・トローシュ       | スーザン・ミラー                                                                                 | 2004年1月25日 |
| 3    | 3    | "彼女たちの渇望" "Longing"               | リン・ストップケウィッチ | アンジェラ・ロビンソン                                                                           | 2004年2月1日  |
| 4    | 4    | "彼女たちの嘘" "Lies, Lies, Lies"        | クレメント・ヴァーゴ     | ジョシュ・センター                                                                               | 2004年2月8日  |
| 5    | 5    | "彼女たちの誤算" "Lawfully"              | ダニエル ・ミナハン      | ローズ・トローシュ                                                                               | 2004年2月15日 |
| 6    | 6    | "彼女たちの迷走" "Losing It"             | クレメント・ヴァーゴ     | グィネヴィア・ターナー                                                                           | 2004年2月22日 |
| 7    | 7    | "彼女たちの愁い" "L’Ennui"               | トニー・ゴールドウィン   | アイリーン・チェイケン                                                                           | 2004年2月29日 |
| 8    | 8    | "彼女たちの告白" "Listen Up"             | カリ・スコグランド       | マーク・ザカリン                                                                                 | 2004年3月7日  |
| 9    | 9    | "彼女たちの失速" "Luck, Next Time"       | ローズ・トローシュ       | ローズ・トローシュ                                                                               | 2004年3月14日 |
| 10   | 10   | "彼女たちのあがき" "Liberally"           | メアリー・ハロン         | アイリーン・チェイケン                                                                           | 2004年3月21日 |
| 11   | 11   | "彼女たちの回想" "Looking Back"          | ローズ・トローシュ       | グィネヴィア・ターナー                                                                           | 2004年3月28日 |
| 12   | 12   | "彼女たちの監獄" "Locked Up"             | リン・ストップケウィッチ | アイリーン・チェイケン                                                                           | 2004年4月4日  |
| 13   | 13   | "彼女たちの瓦解" "Limb from Limb"        | トニー・ゴールドウィン   | アイリーン・チェイケン                                                                           | 2004年4月11日 |

## シーズン2（2005年）
- アメリカ（Showtime） 2005年2月20日 - 2005年5月15日  ※全13話
- 日本（FOXライフ）

| 通算 | 話数 | 邦題 原題                              | 監督                       | 脚本                   | 米国放送日    |
| ---- | ---- | -------------------------------------- | -------------------------- | ---------------------- | ------------- |
| 14   | 1    | "彼女たちの岐路" "Life, Loss, Leaving" | ダニエル ・ミナハン        | アイリーン・チェイケン | 2005年2月20日 |
| 15   | 2    | "彼女たちのダンス" "Lap Dance"         | リン・ストップケウィッチ   | アイリーン・チェイケン | 2005年2月27日 |
| 16   | 3    | "彼女たちの悲歌" "Loneliest Number"    | ローズ・トローシュ         | ララ・スポッツ         | 2005年3月6日  |
| 17   | 4    | "彼女たちの歯車" "Lynch Pin"           | リサ・チョロデンコ         | アイリーン・チェイケン | 2005年3月13日 |
| 18   | 5    | "彼女たちの迷宮" "Labyrinth"           | バー・スティアーズ         | ローズ・トローシュ     | 2005年3月20日 |
| 19   | 6    | "彼女たちの綱渡り" "Lagrimas de Oro"   | ジェレミー・ポデスワ       | グィネヴィア・ターナー | 2005年3月27日 |
| 20   | 7    | "彼女たちのきらめき" "Luminous"        | アーネスト・ディッカーソン | アイリーン・チェイケン | 2005年4月3日  |
| 21   | 8    | "彼女たちの友情" "Loyal"               | アリソン・マクリーン       | A. M. ホームズ         | 2005年4月10日 |
| 22   | 9    | "彼女たちの本心" "Late, Later, Latest" | トニー・ゴールドウィン     | デイヴィッド・スタン   | 2005年4月17日 |
| 23   | 10   | "彼女たちのラブ・ボート" "Land Ahoy"   | トリシア・ブロック         | アイリーン・チェイケン | 2005年4月24日 |
| 24   | 11   | "彼女たちのプライド" "Loud and Proud"  | ローズ・トローシュ         | エリザベス・ハンター   | 2005年5月1日  |
| 25   | 12   | "彼女たちのいのち" "L’Chaim"           | ジョン・カラン             | アイリーン・チェイケン | 2005年5月8日  |
| 26   | 13   | "彼女たちの光明" "Lacuna"              | アイリーン・チェイケン     | アイリーン・チェイケン | 2005年5月15日 |

## シーズン3（2006年）
- アメリカ（Showtime） 2006年1月8日 - 2006年3月26日  ※全12話
- 日本（FOXライフ） 2007年7月4日 -

| 通算 | 話数 | 邦題 原題                                             | 監督                     | 脚本                   | 米国放送日    |
| ---- | ---- | ----------------------------------------------------- | ------------------------ | ---------------------- | ------------- |
| 27   | 1    | "彼女たちの災難" "Labia Majora"                       | ローズ・トローシュ       | アイリーン・チェイケン | 2006年1月8日  |
| 28   | 2    | "彼女たちのパーティー" "Lost Weekend"                 | ビル・エルトリンガム     | A. M. ホームズ         | 2006年1月15日 |
| 29   | 3    | "彼女たちの軋轢" "Lobsters"                           | ブロンウェン・ヒューズ   | アイリーン・チェイケン | 2006年1月22日 |
| 30   | 4    | "彼女たちの炎" "Light My Fire"                        | リン・ストップケウィッチ | シェリン・デイヴィス   | 2006年1月29日 |
| 31   | 5    | "彼女たちの情事" "Lifeline"                           | キンバリー・パース       | アイリーン・チェイケン | 2006年2月5日  |
| 32   | 6    | "彼女たちの苦悩" "Lifesize"                           | トリシア・ブロック       | アダム・ラップ         | 2006年2月12日 |
| 33   | 7    | "彼女たちの距離" "Lone Star"                          | フランク・ピアソン       | エリザベス・ジフ       | 2006年2月19日 |
| 34   | 8    | "彼女たちの変化" "Latecomer"                          | アンジェラ・ロビンソン   | アイリーン・チェイケン | 2006年2月26日 |
| 35   | 9    | "彼女たちの限界" "Lead, Follow or Get Out of the Way" | モイゼス・カウフマン     | アイリーン・チェイケン | 2006年3月5日  |
| 36   | 10   | "彼女たちの時間" "Losing the Light"                   | ローズ・トローシュ       | ローズ・トローシュ     | 2006年3月12日 |
| 37   | 11   | "彼女たちの追憶" "Last Dance"                         | アリソン・アンダース     | アイリーン・チェイケン | 2006年3月19日 |
| 38   | 12   | "彼女たちの結婚式" "Left Hand of the Goddess"         | アイリーン・チェイケン   | アイリーン・チェイケン | 2006年3月26日 |

## シーズン4（2007年）
- アメリカ（Showtime） 2007年1月7日 - 2007年3月25日  ※全12話
- 日本（FOXライフ） 2008年10月3日 - 2008年12月19日

| 通算 | 話数 | 邦題 原題                                      | 監督                   | 脚本                         | 米国放送日    |
| ---- | ---- | ---------------------------------------------- | ---------------------- | ---------------------------- | ------------- |
| 39   | 1    | "彼女たちの未練" "Legend in the Making"        | ブロンウェン・ヒューズ | アイリーン・チェイケン       | 2007年1月7日  |
| 40   | 2    | "彼女たちの探しもの" "Livin’ La Vida Loca"     | マーリン・ゴリス       | アレクサンドラ・コンドラック | 2007年1月14日 |
| 41   | 3    | "彼女たちの決行" "Lassoed"                     | トリシア・ブロック     | アイリーン・チェイケン       | 2007年1月21日 |
| 42   | 4    | "彼女たちの結束" "Layup"                       | ジェシカ・シャーザー   | エリザベス・ジフ             | 2007年1月28日 |
| 43   | 5    | "彼女たちの火遊び" "Lez Girls"                 | ジョン・ストックウェル | アイリーン・チェイケン       | 2007年2月4日  |
| 44   | 6    | "彼女たちの賭け" "Luck Be a Lady"              | アンジェラ・ロビンソン | アンジェラ・ロビンソン       | 2007年2月11日 |
| 45   | 7    | "彼女たちの教訓" "Lesson Number One"           | モイゼス・カウフマン   | アリエル・シュラグ           | 2007年2月18日 |
| 46   | 8    | "彼女たちの戦線" "Lexington & Concord"         | ジェイミー・バビット   | アイリーン・チェイケン       | 2007年2月25日 |
| 47   | 9    | "彼女たちのミュージカル" "Lacy Lilting Lyrics" | ブロンウェン・ヒューズ | シェリン・デイヴィス         | 2007年3月4日  |
| 48   | 10   | "彼女たちのすれ違い" "Little Boy Blue"         | カリン・クサマ         | エリザベス・ジフ             | 2007年3月11日 |
| 49   | 11   | "彼女たちの現実" "Literary License To Kill"    | ジョン・ストックウェル | アイリーン・チェイケン       | 2007年3月18日 |
| 50   | 12   | "彼女たちのメッセージ" "Long Time Coming"      | アイリーン・チェイケン | アイリーン・チェイケン       | 2007年3月25日 |

## シーズン5（2008年）
- アメリカ（Showtime） 2008年1月6日 - 2008年3月23日  ※全12話
- 日本（FOXライフ） 2009年5月29日 - 2009年8月14日

| 通算 | 話数 | 邦題 原題                                          | 監督                   | 脚本                         | 米国放送日    |
| ---- | ---- | -------------------------------------------------- | ---------------------- | ---------------------------- | ------------- |
| 51   | 1    | "彼女たちの焦燥" "LGB Tease"                       | アンジェラ・ロビンソン | アイリーン・チェイケン       | 2008年1月6日  |
| 52   | 2    | "彼女たちの防衛線" "Look Out, Here They Come!"     | ジェイミー・バビット   | シェリン・デイヴィス         | 2008年1月13日 |
| 53   | 3    | "彼女たちの脱出" "Lady of the Lake"                | トリシア・ブロック     | アイリーン・チェイケン       | 2008年1月20日 |
| 54   | 4    | "彼女たちの火種" "Let’s Get This Party Started"    | ジョン・ストックウェル | エリザベス・ジフ             | 2008年1月27日 |
| 55   | 5    | "彼女たちの視線" "Lookin’ At You, Kid"             | アンジェラ・ロビンソン | アンジェラ・ロビンソン       | 2008年2月3日  |
| 56   | 6    | "彼女たちのクランクイン" "Lights! Camera! Action!" | アイリーン・チェイケン | アイリーン・チェイケン       | 2008年2月10日 |
| 57   | 7    | "彼女たちの野性" "Lesbians Gone Wild"              | アンジェラ・ロビンソン | エリザベス・ジフ             | 2008年2月17日 |
| 58   | 8    | "彼女たちの取引" "Lay Down the Law"                | レスリー・リブマン     | アレクサンドラ・コンドラック | 2008年2月24日 |
| 59   | 9    | "彼女たちの熱帯夜" "Liquid Heat"                   | ローズ・トローシュ     | アイリーン・チェイケン       | 2008年3月2日  |
| 60   | 10   | "彼女たちのオーバーラン" "Lifecycle"               | アンジェラ・ロビンソン | アンジェラ・ロビンソン       | 2008年3月9日  |
| 61   | 11   | "彼女たちの憂うつ" "Lunar Cycle"                   | ボブ・アッシュマン     | アイリーン・チェイケン       | 2008年3月16日 |
| 62   | 12   | "彼女たちの忠誠心" "Loyal and True"                | アイリーン・チェイケン | アイリーン・チェイケン       | 2008年3月23日 |

## シーズン6（2009年）
- アメリカ（Showtime） 2009年1月18日 - 2009年3月8日  ※全8話
- 日本（FOXライフ） 2010年6月12日

| 通算 | 話数 | 邦題 原題                                          | 監督                   | 脚本                         | 米国放送日    |
| ---- | ---- | -------------------------------------------------- | ---------------------- | ---------------------------- | ------------- |
| 63   | 1    | "彼女たちの長い夜" "Long Night’s Journey Into Day" | アイリーン・チェイケン | アイリーン・チェイケン       | 2009年1月18日 |
| 64   | 2    | "彼女たちの予想外" "Least Likely"                  | ローズ・トローシュ     | ローズ・トローシュ           | 2009年1月25日 |
| 65   | 3    | "彼女たちの笑い声" "LMFAO"                         | アンジェラ・ロビンソン | アレクサンドラ・コンドラック | 2009年2月1日  |
| 66   | 4    | "彼女たちのシーソーゲーム" "Leaving Los Angeles"   | ローズ・トローシュ     | アイリーン・チェイケン       | 2009年2月8日  |
| 67   | 5    | "彼女たちのテスト" "Litmus Test"                   | アンジェラ・ロビンソン | アンジェラ・ロビンソン       | 2009年2月15日 |
| 68   | 6    | "彼女たちの抵抗力" "Lactose Intolerant"            | ジョン・ストックウェル | エリザベス・ジフ             | 2009年2月22日 |
| 69   | 7    | "彼女たちの聖戦" "Last Couple Standing"            | ローズ・トローシュ     | アイリーン・チェイケン       | 2009年3月1日  |
| 70   | 8    | "彼女たちのラスト・ワード" "Last Word"             | アイリーン・チェイケン | アイリーン・チェイケン       | 2009年3月8日  |